# 小行星2758
小行星2758（2758 Cordelia）是一颗绕太阳运转的小行星，为主小行星带小行星。该小行星于1978年9月1日发现。
該小行星以英國劇作家莎士比亞的劇作《李爾王》的登場角色寇蒂莉亞命名。

## 轨道参数
小行星2758的轨道半长轴为2.5504293 UA，离心率为0.277。